# 朱诠𨮒
陵川康简王朱诠𨮒（1456年—1531年），明朝陵川康肃王朱佶煃孙，陵川长子朱幼𡐖庶长子，瀋简王朱模曾孙，明太祖玄孙。明朝第二代陵川王。

## 生平
天顺七年（1463年）二月赐名。
成化八年（1472年），生父朱幼𡐖去世。成化十年（1474年）十月，其祖父朱佶煃去世。成化十三年（1477年）九月，明宪宗遣保定侯梁傅、鎮遠侯顧溥、西寧侯宋愷、武安侯鄭英、駙馬都尉石璟、馬誠、富陽伯李輿、武進伯朱霖、豐潤伯曹振、崇信伯費淮為正使，尚寶司司丞沈瑜、吏科左給事中梁鏞、戶科給事中唐盛、禮科給事中王坦、兵科給事中翟瑛、刑科給事中劉吉和、工科給事中方陟、中書舍人胡恭、吏部署員外郎事主事吳珉為副使，持節冊封朱诠𨮒袭封陵川王。十二月，因朱诠𨮒所请，生父朱幼𡐖被追封為陵川怀懿王，生母王氏也被封為陵川王妃。
成化十五年（1479年）三月，宪宗命宋愷、武平伯陳能、李輿、成安伯郭鐄、懷柔伯施鑑為正使，中書舍人高峘、刑部郎中林和、吏部員外郎焦恕、戶部員外郎梁謹、兵部員外郎李鑑、禮部主事高敞為副使，各自持節冊封西城副兵馬指揮韓俊的女兒為陵川王妃。
瀋恭王朱诠钲去世后，由独孙朱胤桤管王府事、等待袭封。嘉靖九年（1530年），朱胤桤未及袭封也去世，瀋恭王绝嗣。九月，朱胤桤的母亲郄氏与朱诠𨮒等宗室及長史、承奉、知州等官韓宗孔等各上奏本保举朱詮鏋的次兄灵川荣懿王朱诠鉌的孙子灵川王朱胤栘摄王府事，等以后袭封瀋王。
同年十二月，因朱诠𨮒和肃王朱贡錝、堵阳王朱同鉣、南川王朱申锯、长阳王朱恩钠、襄陵王朱徵鈐、庆成王朱奇浈都年逾七十，明世宗命赐玺书及给羊酒币帛，令各府进表官带上致以问候。
嘉靖十年（1531年），朱诠𨮒逝世。因其子陵川长子朱勛瀼先于他去世，嘉靖十三年（1534年）十二月，朱勛瀼的嫡长子朱胤杲受册袭封。

## 评价
- 《弇山堂别集》卷073：温良好樂，平易不訾。

## 家庭

### 妻妾
- 王妃韩氏

### 子孙
- 嫡长子陵川长子→追封陵川悼康王朱勛瀼
  - 嫡长子陵川庄安王朱胤杲
- 嫡次子朱勛洌，成化二十一年（1485年）六月赐名[10]
- 嫡三子镇国将军朱勛涗，弘治四年（1491年）二月赐名，[11]嘉靖三年（1524年）四月因私自詣闕，被下詔革去当年祿米三分之一[12]

孙輔國將軍朱胤橉，嘉靖四年（1525年）十二月按例赐祭葬。